# 第二中里踏切

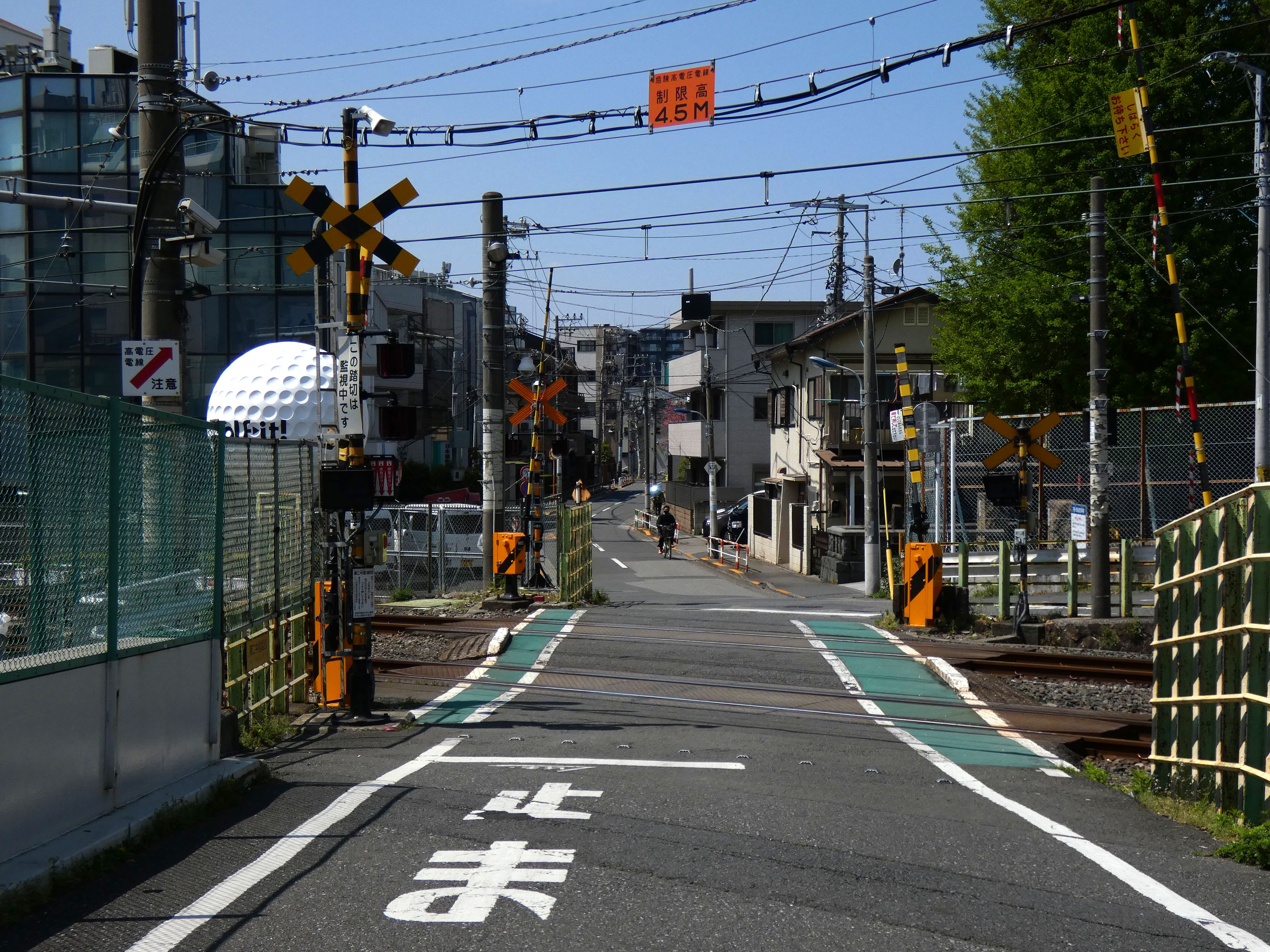
南東より見た第二中里踏切

第二中里踏切（だいになかざとふみきり）は、東日本旅客鉄道（JR東日本）山手線の駒込駅と田端駅の間にある踏切。2005年（平成17年）以降、山手線に唯一残されている踏切である。

## 現況
この踏切は、駒込駅から東へ約400メートルの場所に位置し、幅4.8メートル、長さ約14メートルの、形態としてはごくありふれた踏切である。北区の区道が通っており、南側を山手貨物線（湘南新宿ラインや貨物列車などが走行）が通り、山手線と並行する貨物線をまたぐ陸橋（中里橋）に接続している。
東京の大動脈である山手線の踏切として、ピーク時の1時間あたりの遮断時間は40分を超え、“開かずの踏切”として知られる。
周辺は住宅地で、保育園・中学校・病院などがあり、通行人は2005年時点で一日あたり約500人を数える。山手線最後の踏切として鉄道ファンには有名であり、撮影に訪れる人もよくみられる。

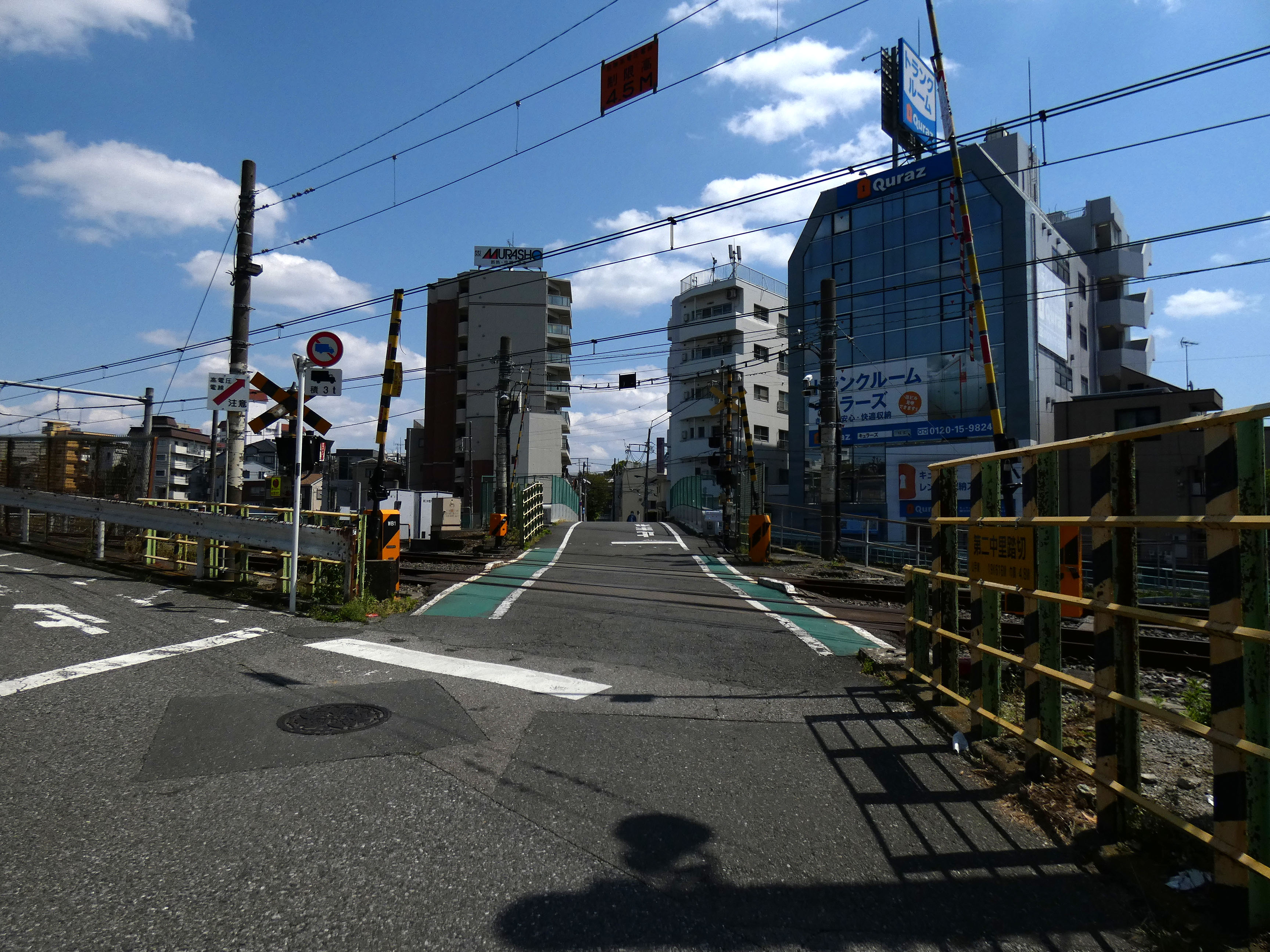
北西より見た踏切
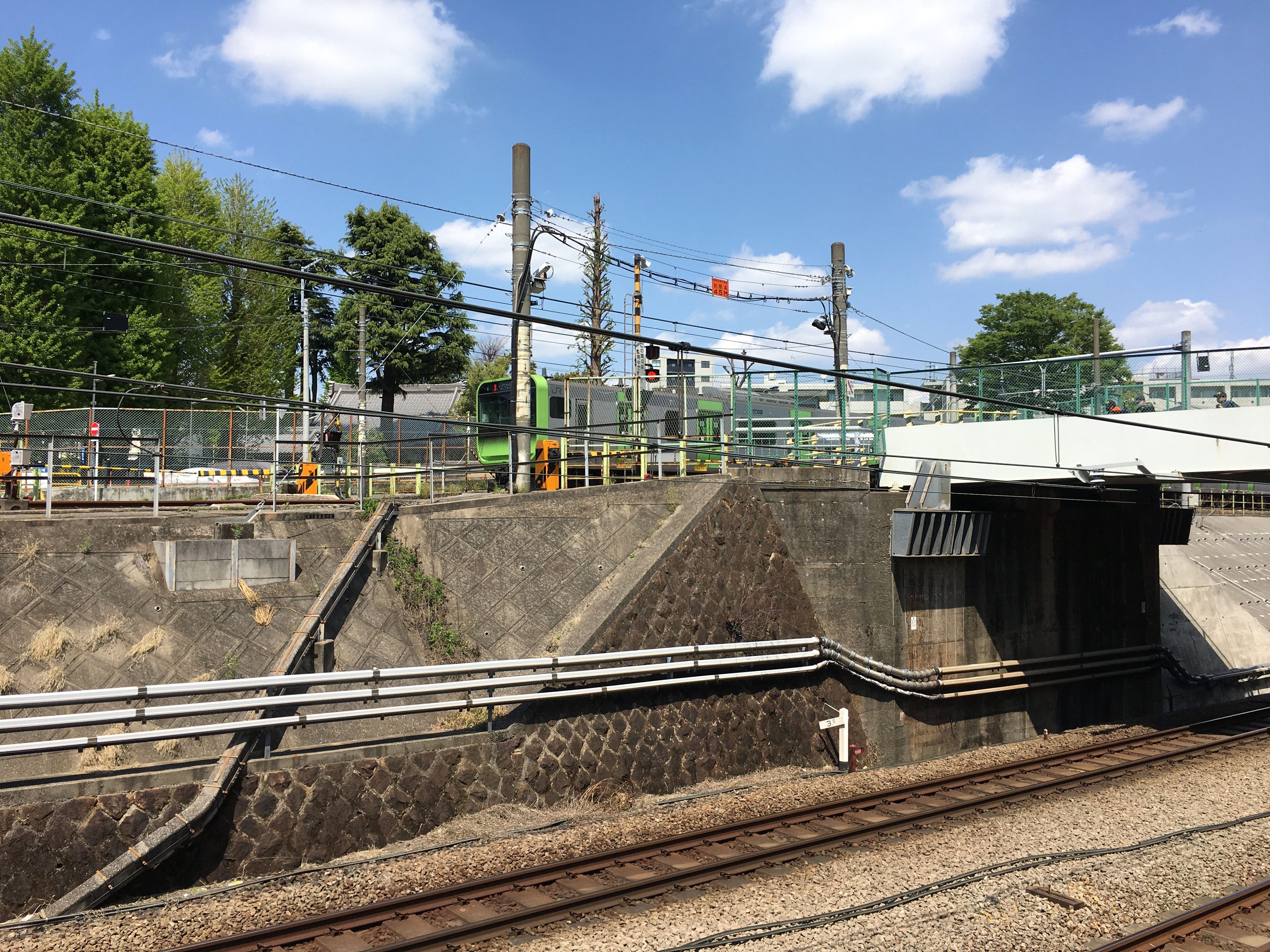
南から見た第二中里踏切と中里橋

## 歴史
1925年（大正14年）の複々線化の際に造られた。第一中里踏切は駒込駅から東へ約100メートルの位置にあった。1963年（昭和38年）に遮断機が設置された。
2005年（平成17年）1月に目白駅 - 池袋駅間の長崎道踏切が廃止されて以降、第二中里踏切は山手線に唯一残された踏切となった 。

### 廃止
2016年（平成28年）に国土交通省は事故防止を目的とした「踏切道改良促進法」を改正し、翌2017年（平成29年）には改良工事すべき全国の踏切を具体的に1,000か所列挙し、第二中里踏切もそのうちの一つに含まれた。これを受けJR東日本は北区と協議を開始した。この踏切は普段から遮断時間が長く、踏切内での事故も目立ち、また、JR東日本にとっては山手線の全自動運転化を図るにあたり、線路内に人が立ち入れないよう国交省の省令にのっとって全駅のホームドア設置や路線内の踏切全廃を行う必要があり、この踏切もいずれ廃止が避けられないものとなった。2019年（令和元年）6月、現在の踏切上にエレベーター付きの歩行者用跨線橋を17億円かけて整備した上で踏切を廃止する案が北区の区議会に示された。
ところが2020年（令和2年）11月、都が都市計画道路「補助第92号線」建設の一環として、この踏切から約200メートル北東に線路をまたぐ形で約160メートルの橋を架け、そこに歩道も整備することを決めたことがわかった。これを受け、当初の跨線橋計画は利用者が見込めないとして撤回された。都は橋の2029年（令和11年）完成を目指しており、それを待って第二中里踏切は廃止される見込みである。